# BD−22 5866
BD−22 5866是一個距離地球166光年的四重恆星系統。這四顆恆星的質量均約為太陽的一半，年齡約為5億年。該系統不同尋常的是，這四顆恆星的軌道距離如此之近；一對的軌道間隔至多為.04AU，軌道週期約為兩天，另一對的間隔最大為0.26個AU，週期約為55天，兩對的間隔為5.8AU，軌道週期不到9年。
由於現時的恆星形成理論表明，像這樣的恆星不可能在如此近的距離內形成，一種有利的解釋是，在它們演化的前10萬年內，可能有一個單一的氣態盤迫使它們進入如此小的軌道。由於潮汐相互作用，這兩對目前正在相互遠離，這表明它們曾經比今天更緊密地聯系在一起。

## 外部連結
- jumk.de （页面存档备份，存于）
- Image BD-225866